# Mohawk (rivier in New York)
De rivier Mohawk is een rivier in het noordoosten van de Verenigde Staten van Amerika in de staat New York. De rivier is genaamd naar de indiaanse Mohawk natie.
De rivier heeft een lengte van 230 km, is de grootste watertoevoeren voor de Hudson en een belangrijke waterweg in noord-centraal New York.
De rivier ontspringt in de county Lewis, in de staat New York en stroomt door de Mohawk-vallei en passeert de steden Rome, Utica, Amsterdam en Schenectady voordat ze bij Albany over gaat in de Hudson.
- Gemeinsame Normdatei: 4631830-6
- Library of Congress Control Number: sh85086503
- Nationale Bibliotheek van Israël: 987007541152505171